# Lacche russe

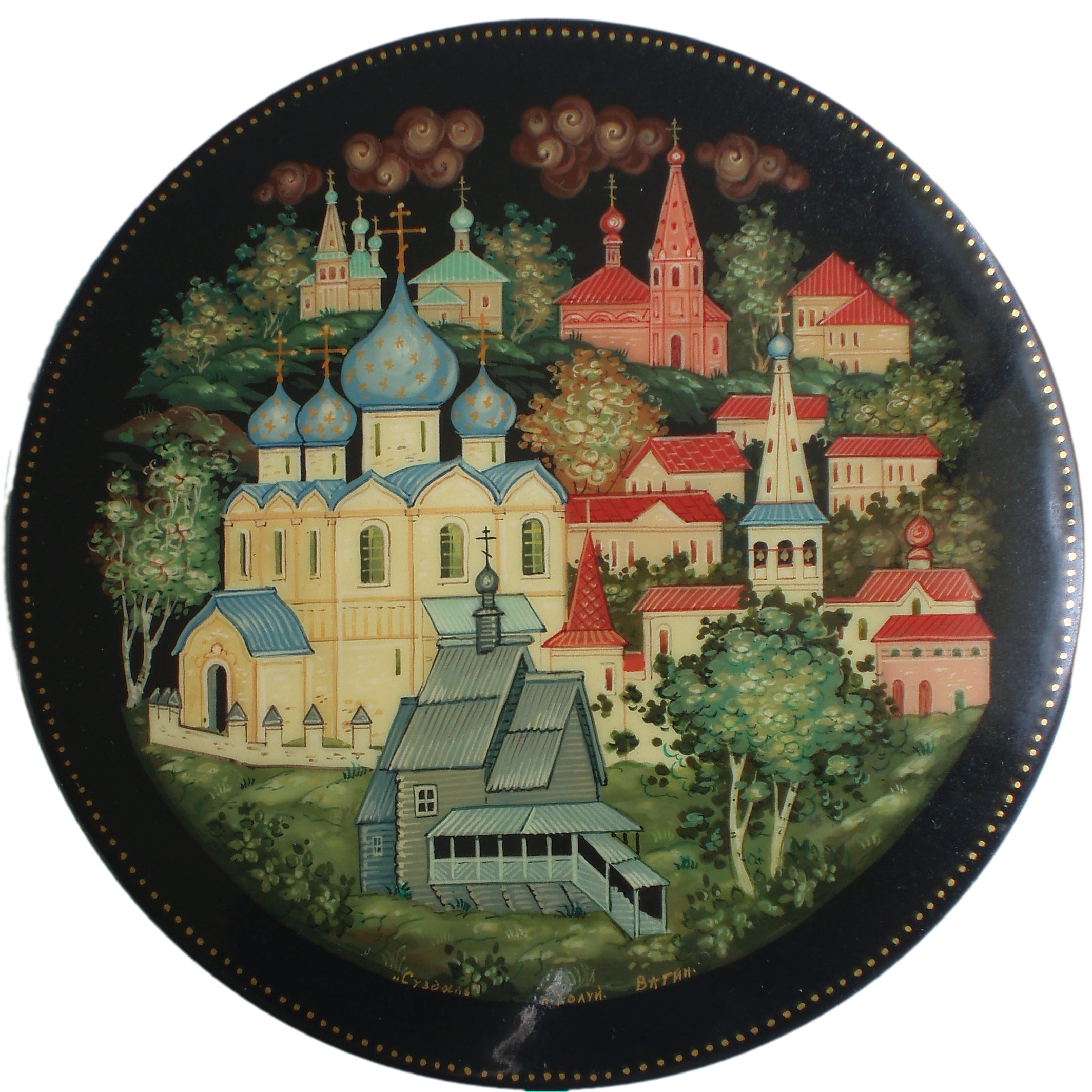
Una scatola Choluj raffigurante la città di Suzdal'

L'arte delle lacche russe si sviluppò come derivazione dalla pittura delle icone russe che si concluse con il crollo della Russia imperiale.
Le opere d'arte della lacca russa rappresentano uno dei settori più originali e ricchi dell'artigianato russo. Si tratta di una manifestazione artistica unica nel suo genere, nei metodi artistici e nella particolarità delle composizioni pittoriche. In questo genere artistico si riflette nella sua integrità l'anima popolare. Si possono ammirare capolavori di quest'arte al Museo russo di San Pietroburgo.

## Storia
La storia delle miniature laccate in Russia ha inizio nel 1798, quando il mercante moscovita Pjotr Korobov fondò un centro manifatturiero per la produzione di cartapesta a Danilkovo, vicino a Mosca, che dopo la sua morte venne ereditato dai mercanti della famiglia Lukutin. Le "lacche Lukutin" nel XIX secolo divennero celebri in tutta la Russia e anche in ambito europeo. Di poco inferiori alle lacche Lukutin erano solo quelle Vishnyakov e per tutto il XIX secolo si influenzarono e perfezionarono a vicenda.
Durante il periodo sovietico i pittori di icone, che in precedenza si occupavano di fornire non solo le chiese ma anche case private, avevano bisogno di un modo per guadagnarsi da vivere. Pertanto, si sviluppò un'attività artigianale per produrre scatole e pannelli decorativi di cartapesta. Gli oggetti venivano laccati e poi dipinti a mano dagli artisti, spesso con scene tratte da fiabe tradizionali o dalla vita quotidiana.

## I quattro centri di produzione
Sulla base di tale tradizione all'inizio del XX secolo comparvero le miniature a lacca di Fedoskino (Федоскино), Palech (Палех), Mstëra (Мстёра) e Choluj (Холуй) che nell'antichità erano i centri di produzione delle icone.
Fedoskino è il più antico e si trova in una regione diversa dagli altri. I colori sono realizzati con tempera a base di uova. Lo stile consente all'artista libertà nell'interpretazione impressionistica, anche se la composizione e i dettagli sono molto realistici con effetti che imitano la madreperla oppure inserendo sottili lastrine di vera madreperla con bellissimi effetti traslucidi. I soggetti comprendono fiabe, paesaggi, chiese e scene di vita popolare.
Le altre tre scuole aggiungono ai colori a tempera un raffinato lavoro di sovrapposizione di finissime foglie d'oro con soggetti prevalentemente tratti dalle fiabe popolari.